# Hieracium kusnetzkiense
Hieracium kusnetzkiense es una especie de planta con flor del género Hieracium, de la familia Asteraceae, orden Asterales.

## Distribución
Hieracium kusnetzkiense se distribuye por Rusia.

## Taxonomía
Fue descrita científicamente por Schischk. & Sergievsk.
Tratamiento taxonómico
La especie aparece registrada en una sección de la publicación Sist. Zametki Mater. Gerb. Krylova Tomsk. Gosud. Univ. Kuybysheva.